# Doremus Bennerman
Doremus Tremayne Bennerman, född 5 juli 1972 i Bridgeport, Connecticut USA, är en amerikansk-svensk basketspelare.
Den 180 centimeter långa guarden Bennerman kom till Östersund och Jämtland basket 1995 och blev snabbt en publikfavorit i Östersunds sporthall. Han var kvar i klubben till 1998 då han lämnade för spel i klubbar i Finland och Spanien under ett år. 1999 gjorde han comeback i Svenska basketligan och spelade i Sundsvall Dragons i tre säsonger. Mellan åren 2002 och 2007 spelade han i ett flertal klubbar i södra Europa, bl.a. i Grekland och Italien. Säsongen 2007 kom Bennerman tillbaks till Östersund och Jämtland Basket. Dock gick det inte bra för laget och i slutet av säsongen hoppade Bennerman av då han tyckte att han inte tillförde något.
Bennerman driver en blomsterbutik i Östersund tillsammans med sin fru.

## Klubbar
- Siena University NCAA (1990-1994)
- CT Skyhawks USBL (1994)
- Jämtland Basket (1995-1998)
- Espoon Honka, Finland (1998)
- Huelva, Spanien (1998-1999)
- Sundsvall Dragons (1999-2002)
- Irakleio Crete, Grekland (2002-2003)
- Lottomatica Roma Italien (2003-2004)
- Teramo Basket Italien (2004)
- Olimpia GE Larisa Grekland (2004-2005)
- Etosa Alicante (2005-2006)
- Vertical Vision Cantu (2006)
- VidiVici Bologna, Italien (2006)
- Armani Jeans Milano, Italien (2007)
- Apollon Patras, Grekland (2007)
- Jämtland Basket (2007-2008)

## Utmärkelser och diplom
- Metro Atlantic Athletic Conference (MAAC) Men's Basketball All-Championship Team 1994.[4]
- Basketligan Årets Spelare/MVP 1996[5]
- Basketligan Årets Guard 1997[5]
- Basketligan Årets Artist 2000, 2002[5]

Doremus innehar klubbrekordet för antalet poäng i Jämtland Basket.